# Cologny
Cologny là một đô thị thuộc bang Genève, Thụy Sĩ.
Đây là trụ sở của Diễn đàn kinh tế thế giới. Đô thị này có dân số 4936 người (năm 2007).